# Eremiascincus douglasi
Eremiascincus douglasi — вид сцинкоподібних ящірок родини сцинкових (Scincidae). Ендемік Австралії.

## Поширення і екологія
Eremiascincus douglasi мешкають на півночі Північної Території, від Арнемленду до узбережжя затоки Ван-Дімен, а також на острові Мелвілл. Вони живуть на берегах боліт і біллабонгів, серед опалого листя, каміння і хмизу.